# Œuvre d'art totale

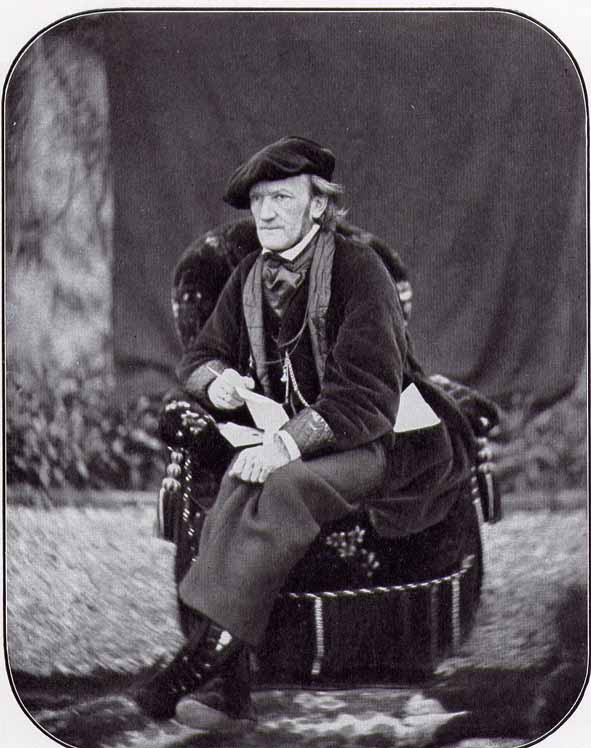
Richard Wagner, le premier réalisateur d'une œuvre d'art totale.

L'œuvre d'art totale (de l'allemand Gesamtkunstwerk) est un concept esthétique issu du romantisme allemand et apparu au XIXe siècle en Europe.
Particulièrement discuté et variable, il concerne l'idée d'associer plusieurs techniques, plusieurs disciplines ou plusieurs médias, en plus d'englober le spectateur et ses sens, dans un projet utopique de fusionner la vie et l'art.

## Caractéristiques
Une œuvre d'art totale se caractérise par l'utilisation simultanée de nombreux médiums et disciplines artistiques, et par la portée symbolique, philosophique ou métaphysique qu'elle détient. Cette utilisation vient du désir de refléter l’unité de la vie. Selon Philippe Lacoue-Labarthe, l’œuvre d'art totale « se donne comme l'effectuation et l'accomplissement de l'art en général (poiesis, techne ou ars), dans la forme de la réunion et de la synthèse (dialectique) de tous les arts particuliers ».
Le projet d'œuvre d'art totale (Gesamtkunstwerk) avait été déjà élaboré par le romantique Philipp Otto Runge (1777-1810). Richard Wagner (1813-1883) est le premier à avoir réalisé une œuvre d'art totale, notamment à Bayreuth. Néanmoins, l'ambition d'une réunion harmonieuse de tous les arts au sein d'un même et unique spectacle n'est pas née avec Wagner. Il s'agirait plutôt d'un motif récurrent dans l'histoire des arts en occident. Ainsi, et par exemple, cette même idée est le fondement de la tragédie lyrique telle qu'élaborée deux siècles plus tôt, en France, par Jean-Baptiste Lully.
Le concept a été transposé dans un courant architectural rationaliste par Viollet-le-Duc dans les années 1850. Il souhaite « l’unité des arts et l’abolition de la distinction entre art « pur » et art « décoratif ». »  à l'image des Gothiques qu'il avait étudié. Dans ce système artistique la décoration intérieure, le mobilier, la conception des espaces ou des jardins revêtent autant d’importance que le bâtiment lui-même. Dans son Dictionnaire Raisonné du XIe  au  XVIe siècle Viollet le Duc traite justement d’architecture et de mobilier en même temps.                                        
Si cette idée d’un art total était férocement combattue par les Beaux-arts de Paris elle aura une grande influence sur la nouvelle génération d’architectes en Europe qui voulaient remettre en cause l’ordre établi du classicisme. Chez certains « faire du Viollet le Duc » était synonyme de moderne et d’anti académique. Ce système influencera l'ensemble du mouvement Art Nouveau en Europe et les modernistes par la suite. Un exemple est la Maison Tassel de Horta à Bruxelles ou la Villa Cavrois à Croix dans le département du Nord, conçue par l'architecte Robert-Mallet Stevens.
Dans les années 1950, les artistes du Black Mountain College ont remis au goût du jour l'idée d'œuvre d'art totale par le truchement de la performance et des happenings où danse, théâtre, musique et arts plastiques se déclinaient simultanément dans un temps unique.
Plus récemment, la série des Cremaster de Matthew Barney a également suivi les grandes lignes d'une œuvre d'art totale : cinéma, sculpture, performance, dessin s'y agencent conjointement à chaque étape de l'œuvre.
Le groupe de rap québécois Dead Obies a également utilisé le concept pour son album Gesamtkunstwerk, sorti en 2016.